# Jaguar SS100
Pour les articles homonymes, voir Jaguar et SS.
La SS100 ou Jaguar SS100 est une voiture de sport du constructeur automobile britannique SS Cars Ltd de Coventry (qui devient Jaguar en 1945). Présentée au salon de l'automobile de Londres en 1936, elle est construite à 310 exemplaires jusqu'en 1941 et est considérée comme l'une des premières Jaguar sportives de la marque.

## Historique
La Jaguar SS100, version sportive des SS Jaguar (ou Jaguar Mk IV), succède en puissance au modèle SS90 de 1935, dont elle reprend le moteur à six cylindres en ligne Standard en version 2,7 L (102 ch) et 3,5 L (125 ch) pour une vitesse de pointe de 163 km/h (environ 100 mph, d'où son nom « SS100 »),,. 

Quelques modèles
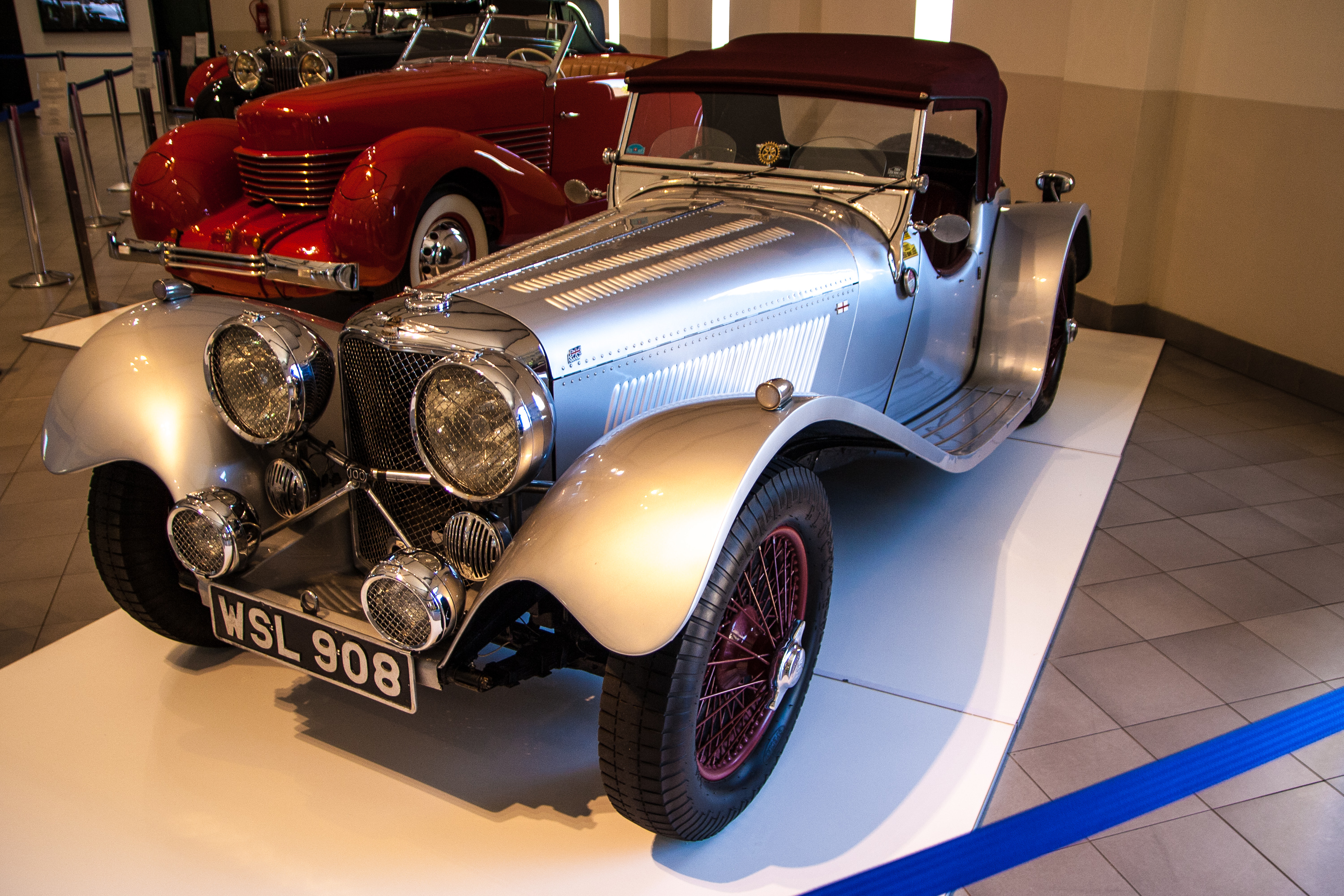
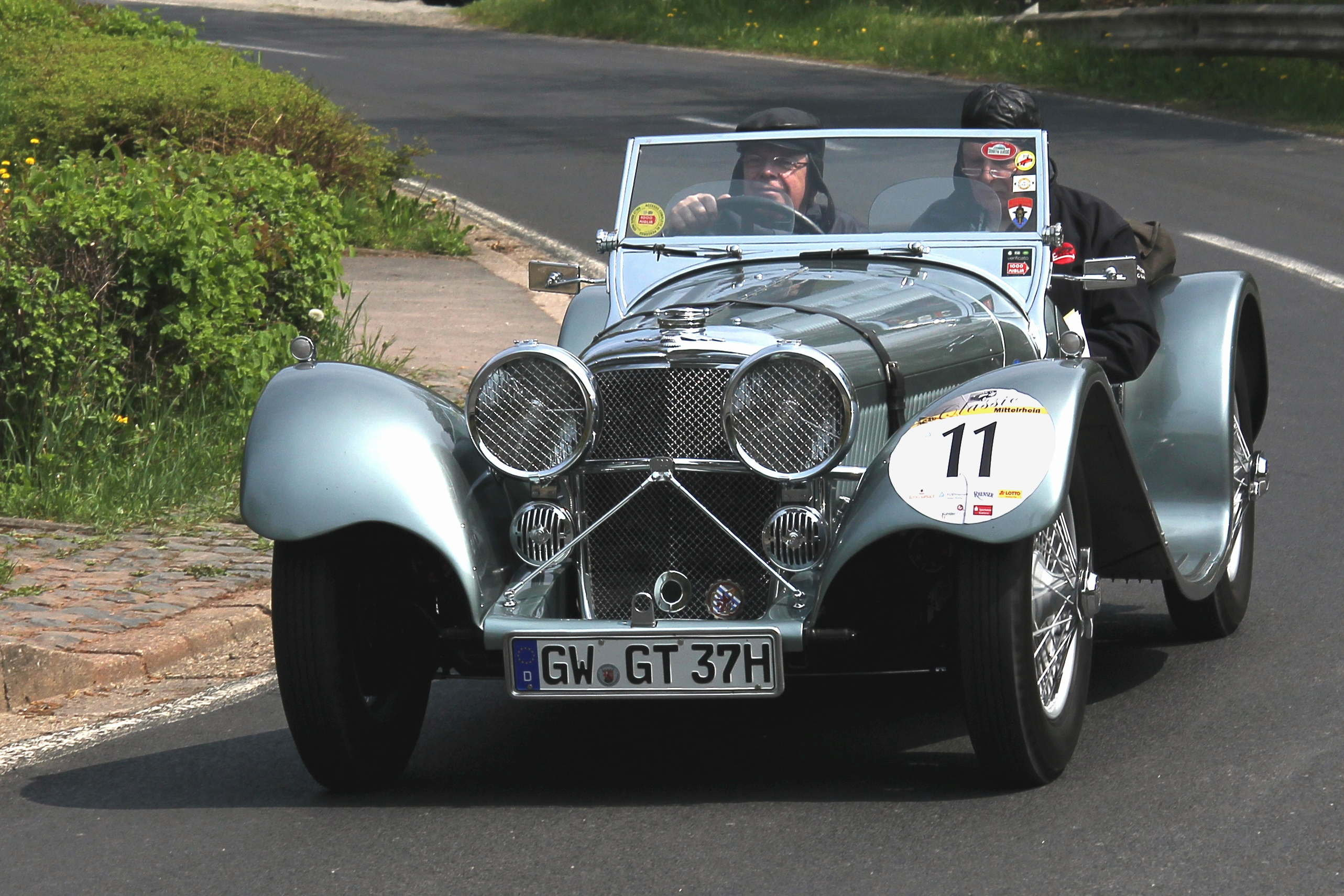
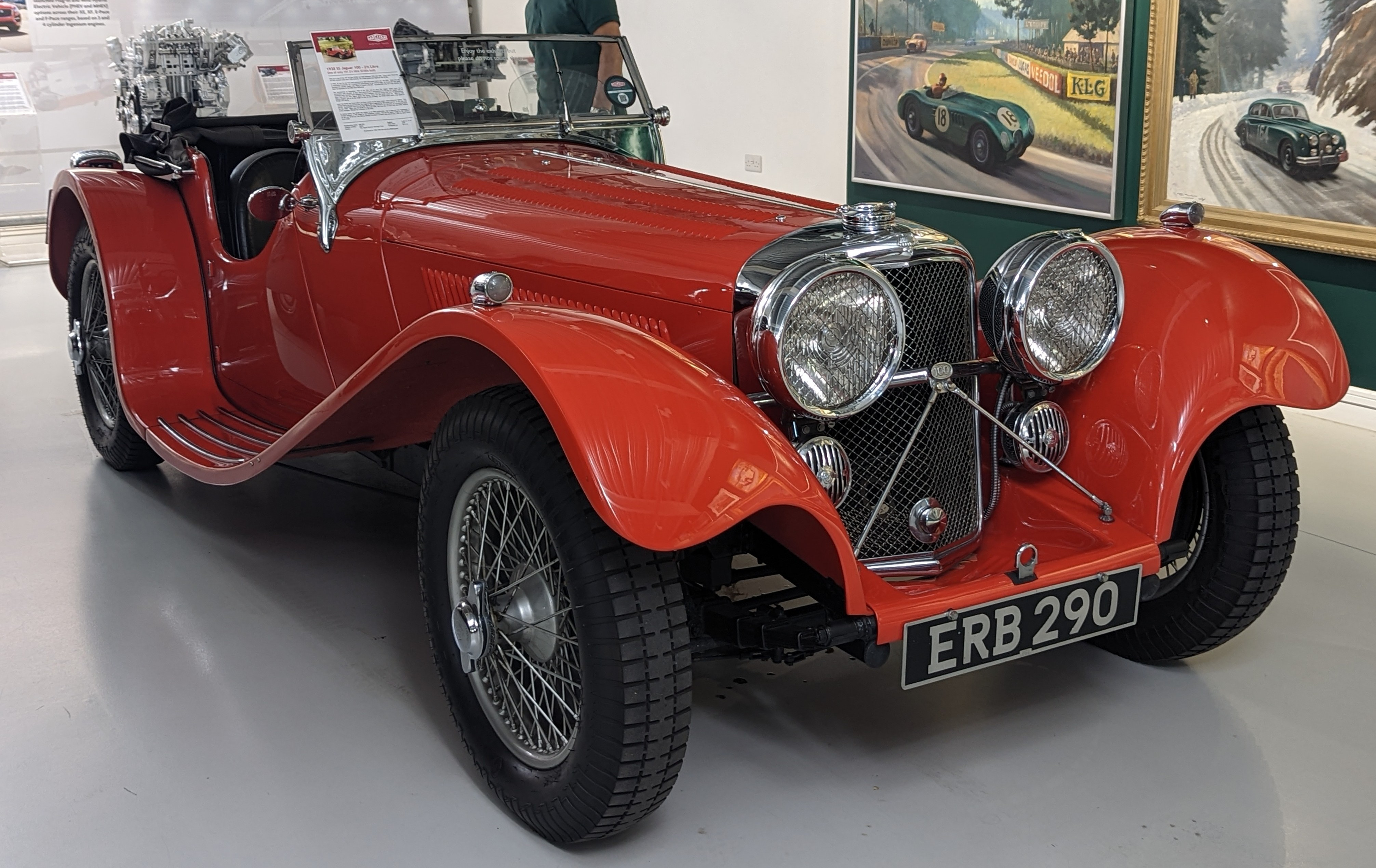

Elle concurrence des Alfa Romeo 6C, Mercedes-Benz S et autres Morgan 4/4, MG Q-type, Triumph Dolomite ou encore Bentley 3½ Litre anglaises de l'époque.

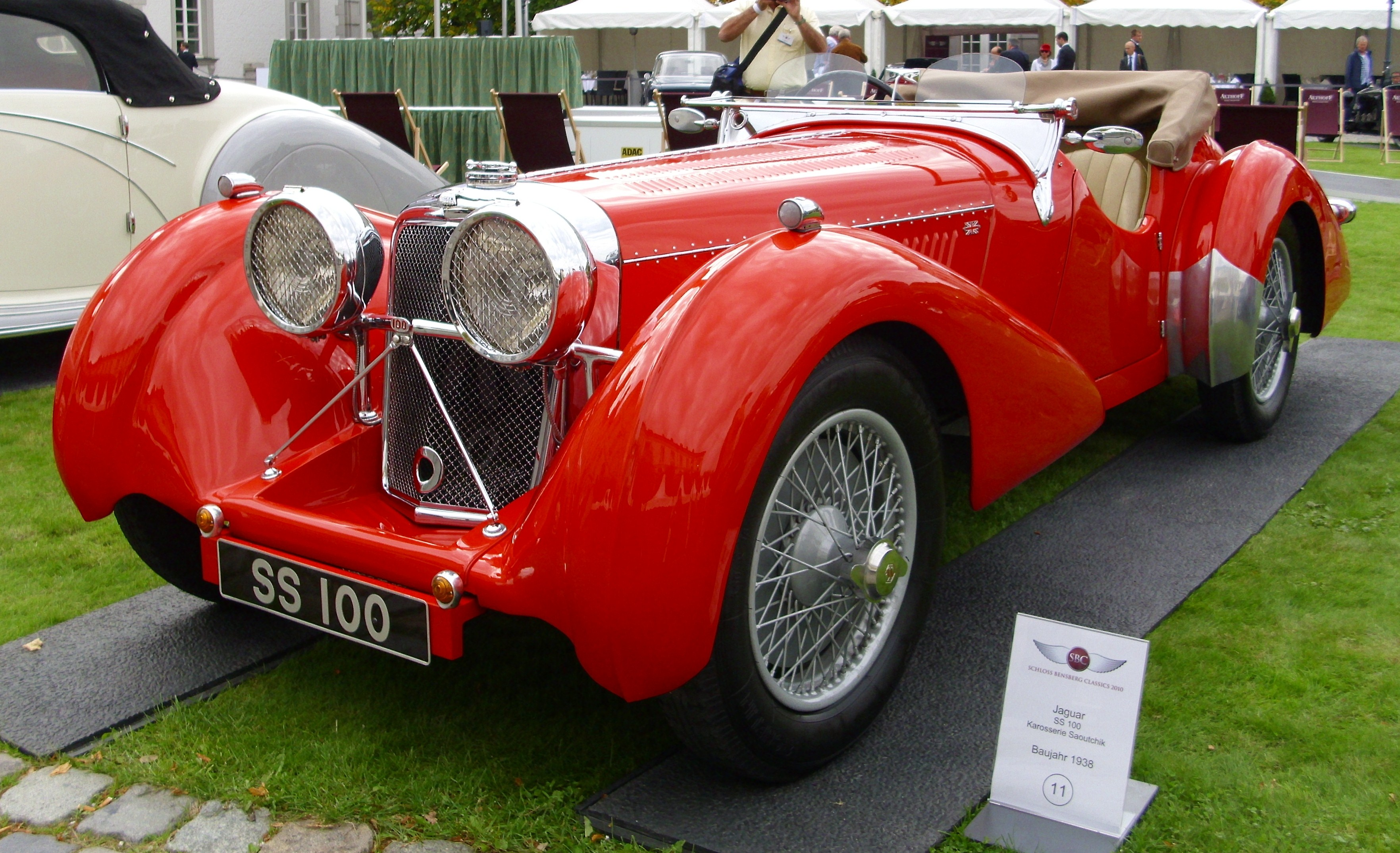
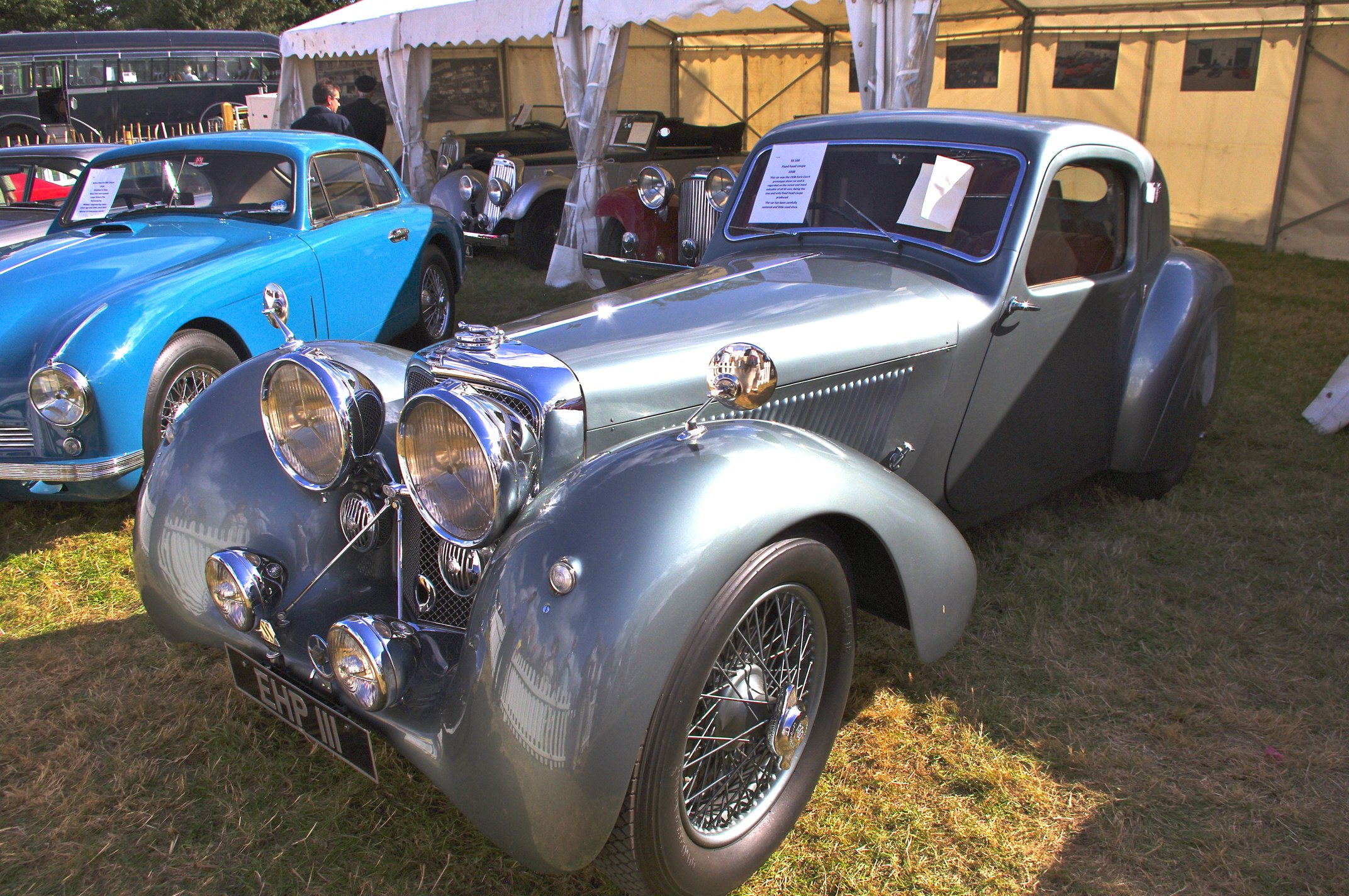
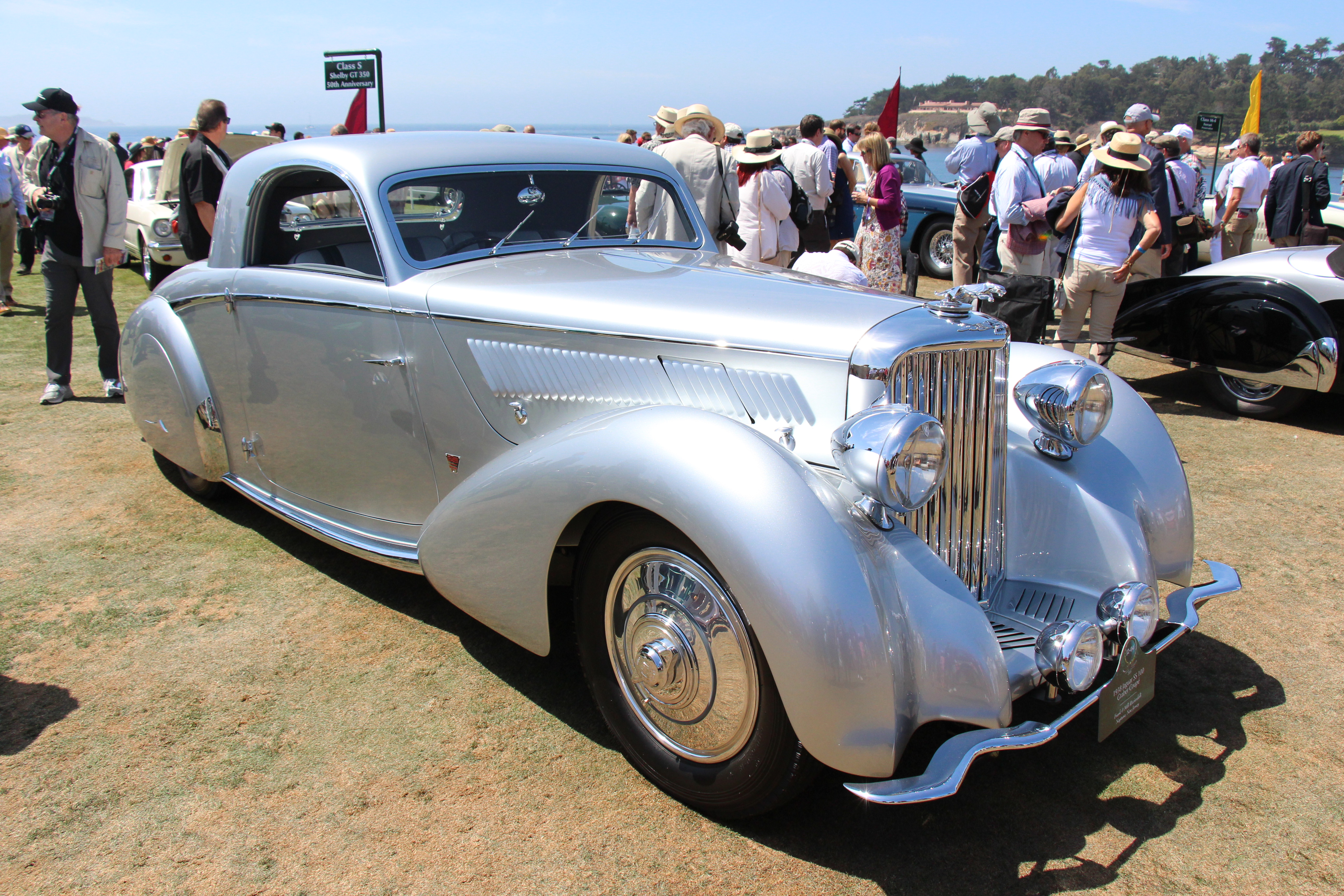

Sa fabrication est arrêtée à la Seconde Guerre mondiale. La Jaguar XK120 lui succède en 1948, suivie des Jaguar XK140 (1954), Jaguar XK150 (1957) et Jaguar Type E (1961).

## Répliques
De nombreuses répliques ont été fabriquées, telles que les Panther J.72, par des constructeurs tels que Suffolk Sportscars, Duke, Prestige Classic, ou Antique & Classic Automotive Inc.

## Palmarès partiel
- 1937 : Circuit international de Vila Real (Portugal) avec Casimiro de Oliveira, pour la première victoire internationale de la marque;
- 1938 : National de Donington, et la plupart des courses sur place l'année suivante;
- 1937 et 1938 : RAC Rally, avec Jack Harrop;
- 1948 : Rallye International des Alpes Françaises, avec Ian Appleyard;
- 1950 à 1952 : circuit de Goodwood, quelques courses à handicap organisées par le BARC (le British Royal Automobile Club).